# Ketukah
Ketukah is een bestuurslaag in het regentschap Gayo Lues van de provincie Atjeh, Indonesië. Ketukah telt 416 inwoners (volkstelling 2010).